# Ivan Nepomuk Labaš
Ivan Nepomuk Labaš-Blaškovečki (Blaškovec? o. 1785. – Lovrečan, 2. siječnja, 1849.) hrvatski je heraldičar i kolekcionar, te kajkavski prevoditelj.
Dokumenti na latinskom jeziku ga zabilježiju kao Joannes, Joannes Nepomucenes, Labas, Labass de Blaskowecz. Titula de Blaskowecz (Blaškovečki) pretpostavi da je rođen u Blaškovcu, baš nije nedvojbena ova mogućnost.
Labaš je bio prisjednik od 1804. godine i sudac 1805. – 1847. godina. Popunio je i varaždinski sudbeni stol, od 1807. godine prisjednik sudbenoga stola zagrebačke županije.
Zanimao se za prošlost plemstva, prikupljao starine, napose novac, te posjedovao bogatu knjižnicu. Dio numizmatičke zbirke (4702 primjerka), uglavnom iz grčkoga i rimskoga doba, prodao je Mađarskomu Narodnomu muzeju 1816. Podupro je inicijativu za osnivanje Hrvatskog Narodnoga muzeja u Zagrebu (1829.) darivajući, navlastito stari novac, Pravoslovnoj akademiji.
U rukopisu su ostale njegove zabilješke o hrvatskim grbovima. Nacrtao je i poznate mu grbove hrvatskih plemićkih obitelji. Radio je u planu zagrebačkog biskupa Maksimilijana Vrhovca za kajkavski prijevod Svetog pisma. Poslije smrti biskupa je podupirao Ignaca Kristijanovića, koji je nastavio ovaj plan. Labašu se pripisuje prijevod Jobove knjige.
Njegova knjižnica, danas dijelom u Nacionalnoj i sveučilišnoj knjižnici.

## Vanjske poveznice
- LABAŠ, Ivan (Labaš Blaškovečki, Ivan Nepomuk) (Hrvatski biografski leksikon)